# محمد القهالي
محمد حسن محمد القهالي (مواليد 1 يناير 1995) هو مصارع يمني يقاتل في كلا الأسلوبين. احتل المركز الخامس في دورة الألعاب الآسيوية عامي 2014 و2018، والمركز الخامس عشر في بطولة المصارعة الاسيوية 2012. والمركز الثاني في البطولة العربية 2019 والثالث 2018.